# Вольский, Дариуш
Да́риуш А́дам Во́льский (пол. Dariusz Wolski; 7 мая 1956, Варшава) — польский и американский кинооператор, живёт и работает в Голливуде.

## Биография
Учился в Государственной высшей школе кино, телевидения и театра в Лодзи, которую не закончил. В 1979 году эмигрировал в Нью-Йорк, работал над документальными и низкобюджетными независимыми картинами. Помимо художественных и телевизионных фильмов, снимает музыкальные клипы. После переезда в Лос-Анджелес сотрудничал с Дэвидом Финчером, Алексом Пройасом, Джейком Скоттом. Имеет на своем счету более 100 видеоклипов, в том числе на песни Дэвида Боуи, Элтона Джона, Нила Янга, Sting и Aerosmith.
Был оператором первых 4 фильмов саги «Пираты Карибского моря».
Член Американской академии кинооператоров (1996), американской Академии киноискусства (2004) — организации, вручающей премию «Оскар».

## Избранная фильмография
- 1988 — Сумерки  / Nightfall (Пол Майерсберг)
- 1993 — Ромео истекает кровью / Romeo Is Bleeding (Питер Медак)
- 1994 — Ворон / The Crow (Алекс Пройас)
- 1995 — Багровый прилив / Crimson Tide (Тони Скотт, номинация на премию Американского общества кинооператоров)
- 1996 — Фанат / The Fan (Тони Скотт)
- 1998 — Тёмный город / Dark City (Алекс Пройас)
- 1998 — Идеальное убийство / A Perfect Murder (Эндрю Дэвис)
- 2001 — Мексиканец / The Mexican (Гор Вербински)
- 2002 — Плохая компания / Bad Company (Джоэл Шумахер)
- 2003 — Пираты Карибского моря: Проклятие Чёрной жемчужины / Pirates of the Caribbean: The Curse of the Black Pearl (Гор Вербински)
- 2005 — Игра в прятки / Hide and Seek (Джон Полсон)
- 2006 — Пираты Карибского моря: Сундук мертвеца / Pirates of the Caribbean: Dead Man’s Chest (Гор Вербински)
- 2007 — Пираты Карибского моря: На краю света / Pirates of the Caribbean: At Worlds End (Гор Вербински)
- 2007 — Суини Тодд, демон-парикмахер с Флит-стрит / Sweeney Todd: The Demon Barber of Fleet Street (Тим Бёртон)
- 2008 — На крючке / Eagle Eye (Ди Джей Карузо)
- 2010 — Алиса в стране чудес / Alice in Wonderland (Тим Бёртон)
- 2011 — Пираты Карибского моря: На странных берегах / Pirates of the Caribbean: On Stranger Tides (Роб Маршалл)
- 2011 — Ромовый дневник / The Rum Diary (Брюс Робинсон)
- 2012 — Прометей / Prometheus (Ридли Скотт)
- 2013 — Советник / The Counselor (Ридли Скотт)
- 2014 — Исход: Цари и боги / Exodus: Gods and Kings (Ридли Скотт)
- 2015 — Прогулка / The Walk (Роберт Земекис)
- 2015 — Марсианин / The Martian (Ридли Скотт)
- 2017 — Чужой: Завет / Alien: Covenant (Ридли Скотт)
- 2017 — Машина войны / War Machine (Дэвид Мишо)
- 2017 — Все деньги мира / All the Money in the World (Ридли Скотт)
- 2018 — Убийца 2: Против всех / Sicario: Day of the Soldado (Стефано Соллима)
- 2020 — Новости со всего света / News of the World (Пол Гринграсс)
- 2021 — Последняя дуэль / The Last Duel (Ридли Скотт)
- 2021 — Дом Gucci / House of Gucci (Ридли Скотт)
- 2023 — Наполеон  / Napoleon (Ридли Скотт)
- 2024 — Покажи мне Луну / Fly Me to the Moon (Грег Берланти)